# Commelina villosa
Commelina villosa är en himmelsblomsväxtart som beskrevs av Charles Baron Clarke, Robert Hippolyte Chodat och Emil Hassler. Commelina villosa ingår i släktet himmelsblommor, och familjen himmelsblomsväxter.
Artens utbredningsområde är Paraguay. Inga underarter finns listade.